# Thomas Acda
Thomas Acda (Amsterdam, 6 maart 1967) is een Nederlandse cabaretier, acteur, schrijver en zanger. Hij is bekend als lid van het duo Acda en De Munnik.

## Biografie

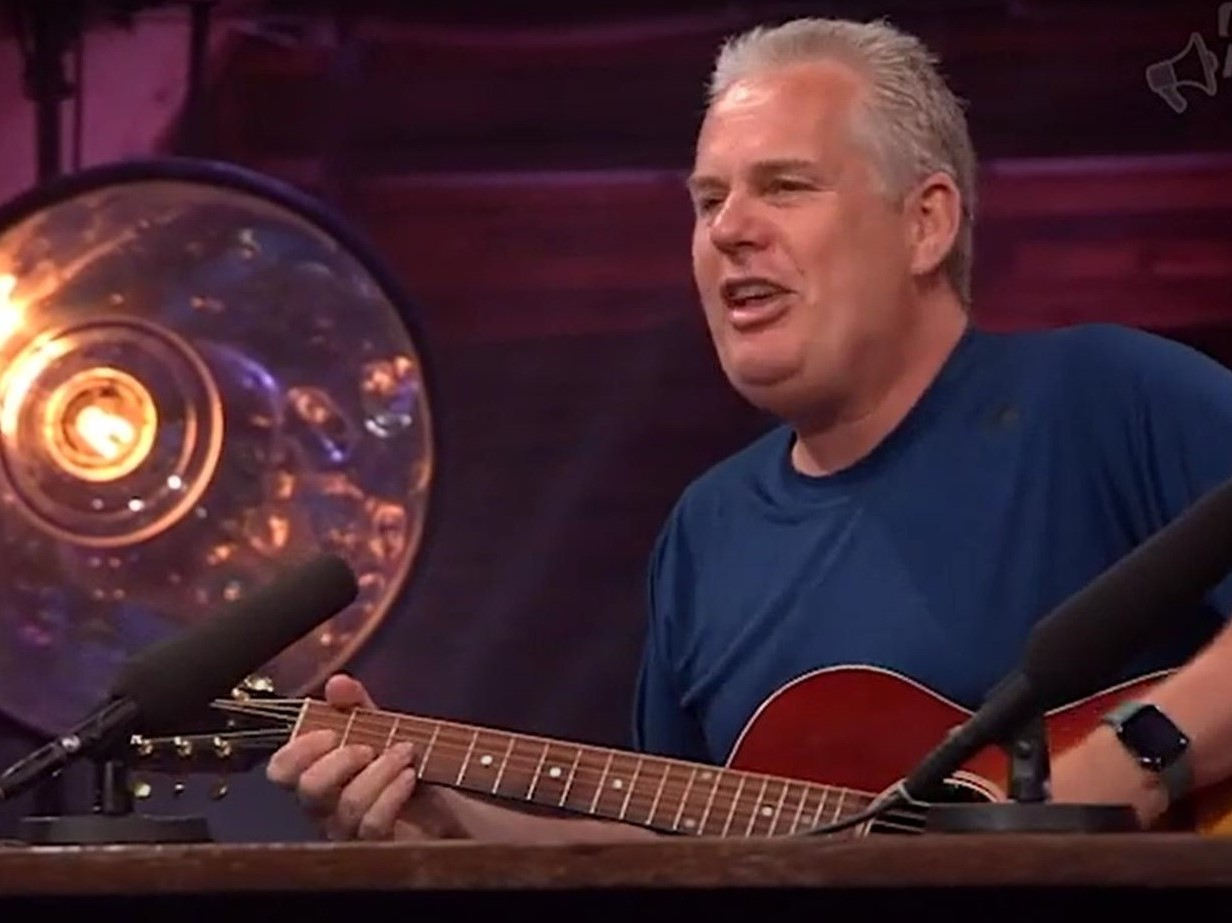
Thomas Acda (2020)

Acda groeide op in het Noord-Hollandse dorp De Rijp. Na de havo ging Acda eerst naar de toneelacademie, maar hij stapte al snel over naar de Kleinkunstacademie in Amsterdam. Daar maakte hij voor het eerst kennis met Paul de Munnik. Ze studeerden in 1993 af met een gezamenlijke productie waarvoor ze de Pisuisse-prijs kregen. Daarna gingen ze eerst weer even ieder hun eigen weg. Acda trad een tijdje op met de band Herman en Ik. In 1995 kwamen Acda en De Munnik weer bij elkaar om samen een theatershow te maken met de naam Zwerf'On.
Acda is ook actief op verschillende andere terreinen. Zo speelde hij een gastrol in de televisieserie In voor- en tegenspoed en maakte enige tijd deel uit van de cabaretredactie van het programma Spijkers (later: Kopspijkers). Ook was hij tijdens de eerste zes seizoenen te zien in het panel van Dit was het nieuws. In het voorjaar van 2011 nam hij zijn rol als panellid weer op zich. In 2014 stopte Acda samen met Raoul Heertje als panellid van Dit Was het Nieuws.
Vanaf 1997 speelde hij voorts in een aantal films, waaronder All Stars, The missing link en Lek. De film All Stars was zo'n succes dat de gelijknamige serie volgde, waarin Acda in het eerste seizoen een vaste rol had als keeper Willem. In 2011 keerde Acda terug als Willem in de film All Stars 2: Old Stars en vanaf 2020 is hij in dezelfde rol te zien in de serie All Stars en Zonen. In 2004 speelde hij wederom in een film over voetbal getiteld In Oranje. Ook speelde hij in verschillende afleveringen van Flikken Maastricht als Daan de Vos.
In 2011 speelde hij een rol in de korte film Klik.
Voor zijn rol in de film Alles is Liefde uit 2007 ontving hij een Rembrandt in 2008. Vanaf 2014 speelt Acda de hoofdrol in de televisieserie Jeuk. Begin 2014 kondigen Acda en De Munnik aan te stoppen als theaterduo. Er volgt een uitgebreide afscheidstournee, getiteld NAAM. Eind maart 2015 spelen zij de laatste voorstellingen in Koninklijk Theater Carré waarbij Paul en Thomas geëerd worden met een Koninklijke onderscheiding en de Andreaspenning van de stad Amsterdam.
In 2015 debuteerde hij als romanschrijver. Zijn boek Onderweg met Roadie kwam eind augustus 2015 uit. In 2016 verscheen vervolgens zijn regiedebuut in de vorm van de televisiefilm Fake. In het seizoen 2017/2018 speelde Acda de hoofdrol in de musical Fiddler on the Roof. Eind 2018 staat Acda voor het eerst als solo artiest op het podium met zijn programma Motel. Begin 2021 volgde het nummer Als ik je weer zie, een samenwerking met Paul de Munnik, Maan en Typhoon.
Acda is sinds maart 2021 onderdeel van de gelegenheidsformatie The Streamers, die tijdens de coronapandemie gratis livestream-concerten gaven. Nadat de coronaregels in grote lijnen los werden gelaten, kondigde de formatie ook concerten met publiek aan. Vanaf maart 2023 is het duo Acda en De Munnik weer bij elkaar. In 2024 werd de Lennaert Nijgh Prijs aan hem toegekend.

## Cabaretprogramma's

### Acda en De Munnik
- 1996–1998: Zwerf'on[4]
- 1998: Op Voorraad
- 1998–1999: Deel II
- 2000–2001: Deel III
- 2002: Trilogie
- 2003: Groeten Uit Maaiveld
- 2004: Work in Progress
- 2004–2005: Ren Lenny Ren
- 2006: Op Voorraad III, Jaren ver van hier
- 2007–2009: Acda en De Munnik spelen
- 2010: Ode
- 2011: Ode II
- 2012–2013: ‘t Heerst
- 2014–2015: NAAM (afscheidstournee)

### Solo
- 2018: Motel

## Trivia
- Won in 1993 voor het nummer Zitten Voor De Blues Deel III zowel de Wim Sonneveldprijs als de AVRO's Belofteprijs.
- Volgde een cursus scenarioschrijven aan de filmacademie in New York.
- Acda is gescheiden van zijn jeugdliefde, met wie hij bijna dertig jaar een relatie had. Samen hebben zij een zoon. Sinds 2007 is Acda samen met zijn nieuwe vriendin, met wie hij in 2010 een dochtertje kreeg. In februari 2013 trouwde hij met haar.[6]
- In All Stars, In Oranje, Penoza, De scheepsjongens van Bontekoe en Flikken Maastricht overlijdt Acda's personage.